# 拉尔夫-彼得·赫曼
拉尔夫-彼得·赫曼（德語：Ralf-Peter Hemmann，1958年12月8日—），德国男子竞技体操运动员。他曾获得1980年夏季奥运会体操比赛男子团体全能银牌。他也在世界竞技体操锦标赛上获得一枚金牌和一枚铜牌。